# 深奥的编程语言
深奥的编程语言（Esoteric programming language，有时简写为Esolang）是一类编程语言，它们被设计用于测试计算机语言表达的极限，或者作为一个概念的证明(POC)，或仅仅是一个程序员的冷玩笑。esoteric将它们与开发人员真正用于编写软件的语言区别开来。通常情况下，Esolang的创作者通常并不打算让它成为主流编程语言，尽管如此，一些深奥的功能如视觉空间语法，启发了在艺术中的实际应用。这种语言在黑客和爱好者之间通常较流行。
设计者几乎不会以提高该语言的易用性为目标，但会保证逻辑上的可用性。设计者通常会移除或取代传统语言的常见功能，但仍会强调并保持图灵完备性。

## 历史
最早、且仍是深奥语言典型案例的是INTERCAL，由唐·伍兹和詹姆斯·里昂在1972年设计，意在于创造一种与他们知道的语言所不同的语言。它戏仿了当时通用的语言，如Fortran、COBOL和汇编。
INTERCAL的早期实现尝试是在IBM System/360和一台身份不明的雅达利电脑（可能是Atari 2600）上进行的，但没有成功。多年来，INTERCAL仅仅只存在于INTERCAL手册中。1990年Unix中C语言的实现复兴了这个语言，刺激了深奥计算机语言的设计热潮。
1992年，Wouter van Oortmerssen创建了一个小的面向堆栈的编程语言叫做FALSE，它的语法设计成本身就能使代码混淆、混乱，并且难以阅读。值得注意的是，它有一个只有1024字节的编译器。这启发了Urban Müller创建一个更小的语言，也就是现在著名的brainfuck，其中只包括了八个可识别字符。它与Chris Pressey的Befunge（类似FALSE，但有一个二维的指令指针）一道，成为现今最为广泛支持的深奥编程语言。这些都是最小化图灵焦油坑、和多余的语言混淆功能的典型例子。brainfuck的极小化设计兼具了优雅和纯净；实际上它与图灵机P′′系列有关。

## 术语

### 图灵焦油坑
图灵焦油坑（Turing tarpit）是具有图灵完备性的编程语言，但它的指令、操作数或等效对象非常少。其中包括brainfuck（8个指令，0个操作数），单一指令计算机（1个指令，2至3个操作数）和Thue（1个指令，2个操作数）。
Turning tarpit是有状态编码的图灵焦油坑，即语言中的命令用于从一个有限的范围内选择操作，然后将这些操作应用到程序的当前状态中。这样的例子包括reMorse、Whirl，也许还包括INTERCAL。

### 有状态编码
一种编写程序的方式，使得代码中的每一个子串：
1. 定位到列表中的下一条指令，且
2. 应用到转换当前的程序状态。

注意每一个单一的指令总是包含两个连续的阶段：选择一个操作，并执行它。操作列表可能是静态的——如reMorse或THRAT，或动态的——如reMorse4ever。
下面是一个reMorse或THRAT的例子:
```
Select Next Operation in list
Perform Operation
```

### 语言范型
编程语言的范型可以分为若干类别，这些类别可以用来大致了解特定语言的操作方式。其中包括命令式语言，如brainfuck，其指令描述了如何修改数据；函数式语言，如Unlambda，其中的数据和代码都或多或少地可交换，而程序的执行是通过重复迭代调用函数实现的；和重写语言，如Thue，其中可以使用变换函数使状态初始化。

### Funges
funge是一类深奥的编程语言，其程序是基于度量空间中的坐标系的（通常为笛卡尔坐标系，但不一定是）。运行时，通过在程序空间中通过移动指令指针（用一个位置矢量表示当前执行的指令），以确定空间中的点，从而执行指令。不同的指令指示了指令指针的移动方向，并因此决定指令的执行顺序。
目前，这些语言行为的官方标准是Funge-98规范。这个规范是Befunge语言——一个有二维环面拓扑结构的语言——语义的一个概括。严格遵守这个标准的语言有时也被称为funges，如Unefunge（一维）和Trefunge（三维），而更多有显著差异的“远亲”被称为fungeoids，如Wierd。

### 非确定性语言
对于确定性语言，如果给定程序的当前状态，则总是可以预测它的下一个状态。但非确定性语言就不是这样。大多数的语言都是确定性的，但某些语言提供了一个内置的随机指令，例如Befunge。此外，有些语言，如Java2K只有随机指令。因此，即使编一个像有可靠输出这样简单的程序，往往都是一项艰巨的任务。
非确定性语言可以用来搜索大范围空间，例如对于语法，穷举搜索是不切实际的。随机文本生成器，例如Dada Engine和rmutt都是非确定性语言的例子。
更神奇的是，不确定性算法已经用于了超计算的理论研究中。

## 互联网社区
在互联网上，有一个规模小、但有活力的社区，聚集了使用和设计语言的爱好者，目前主要围绕着Esolang wiki进行（见下文）。
esolang社区偶尔会活跃，讨论的范围从争论某个语言是否图灵完备，到如何在编程环境中，将形象化的数学概念弄得抽象和难理解。有一个邮件列表，但几乎废弃不用，大多数时候是在wiki或在IRC上讨论。
图灵完备性是一个热门的讨论话题，因为语言的图灵完备性绝不是一眼就能看出的，而且往往需要证明方法上的飞跃才能解决。新语言和新功能不断被创造出来，因此，证明图灵完备性始终是一个挑战。
编程语言爱好者的另一个相关追求是混淆代码。

## 示例
下面是一些深奥的语言的典型示例：

### ///
///是一门由坦纳斯·韦特（Tanner Swett）在2008年发明的编程语言。该编程语言只含有一个操作符——“/”，功能是替换字符串。
Hello World程序示例：
```
Hello, world!
```

稍微复杂的Hello World：
```
/ world! world!/Hello,/ world! world! world!
```

在上列代码中，第一次出现的“ world! world!” 先被替换为“Hello,”，得到了“Hello, world!”。随后的代码的功能为打印。

### Befunge
Befunge类语言允许使用代码，让指令指针在多个维度中漫游。例如，下面的程序将“Hello World”字符以相反的顺序压入栈，然后通过指令[>]、[:]、[v]、[_]、[,]和[^]以顺时针方向循环，并在循环中打印字符。
```
"dlroW olleH">:v
             ^,_@
```

### 二元Lambda演算
二元Lambda演算是从算法信息论的角度设计的，以便在最少的语句意义下写出尽可能密集的代码。它有一个29字节的自解释器，一个21字节的素数筛选器，和一个112字节的Brainfuck解释器。

### Brainfuck
Brainfuck的语言设计极为精简，并且能轻易写出混乱的代码。它的程序中只有8个不同的字符。例如，下面的程序输出“Hello World”：
```
 
++++++++++
[
>
+++++++
>
++++++++++
>
+++
>
+
<<<<
-
]
>
++
.
>
+
.
+++++++

 
..
+++
.
>
++
.
<<
+++++++++++++++
.
>
.
+++
.
------
.
--------
.
>
+
.
>
.

```

### Chef
Chef是一种面向堆栈的编程语言，由David Morgan-Mar设计，目的是使程序看起来像菜谱。程序中包括标题、列表中的变量和值，和操作堆栈的指令列表。尽管首次提出时，它的设计原则是“程序菜谱不仅应能产生有效的输出，还能以此方便地准备美味的食物”，然而，如果真按大部分程序中原料的组合和数量，则会做出难以下咽的食物（如果有的话）。

### FALSE
FALSE是一种面向堆栈的编程语言，有单字符命令和变量。例如，3+1的结果可以通过执行(λ x → x + 1)(3)得出：3[1+]!

### INTERCAL
INTERCAL是“缩写无法发音的编译器语言”（Compiler Language With No Pronounceable Acronym）的简称。

### JSFuck
JSFuck（或为了避讳脏话写作JSF*ck）是一种深奥的JavaScript编程风格。以这种风格写成的代码中仅使用[、]、(、)、!和+六种字符。与其他深奥编程语言不同的是，以JSFuck风格写出的代码不需要另外的编译器或解释器来执行，无论浏览器或JavaScript引擎中的原生JavaScript解释器皆可直接运行。

### LOLCODE
LOLCODE被设计为类似lolcat的说话方式。以下是“Hello World”的例子：
```
 HAI
 CAN HAS STDIO?
 VISIBLE "HAI WORLD!"
 KTHXBYE
```

### Malbolge
Malbolge（地狱的第8圈）被设计为最困难和最深奥的编程语言。

### 单一指令计算机
单一指令计算机是一种只有一个操作的机器语言。这实际上是一类语言，因为对于任何给定的操作，都可以定义这样的语言。

### Piet

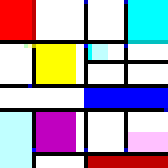
Piet程序，输出“Piet”

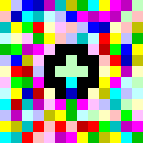
Piet的“Hello World”程序

Piet是由David Morgan-Mar设计的，这个语言的程序是点阵图，看起来像抽象艺术。编译器由一个“指针”引导，在图像中从一个色块移动到下一个。指针移出一个区域时执行一个操作。
20种颜色有指定的行为：18种“彩”色，依6步色调周期和3步亮度周期排序；黑色和白色未排序。当由一种“彩”色进入到另一种时，执行的操作由色调和亮度的变化数确定。黑色不能进入，当指针试图进入一个黑色的区域时，将会改变选择下一个块的规则。如果所有可能的规则都尝试过了，则程序终止。图像边界以外的地方也被视为黑色。白色不执行操作，但允许指针“通过”。20种指定以外的颜色行为由编译器或解释器指定。
变量以有符号整数存储在内存中的单一堆栈内。大多数操作是在这个堆栈上进行的，其他操作则可以在栈上进行输入/输出，或告诉编译器移动指针的规则。
Piet是以荷兰画家皮特·蒙德里安（Piet Mondrian）命名的。原定的名称Mondrian已经被占用了。

### Shakespeare
Shakespeare语言（SPL）的目的是使程序看起来像莎士比亚的戏剧。例如下面的语句声明了程序中的一个点，可以通过一条GOTO语句转到：Act I: Hamlet's insults and flattery.。

### Whitespace
Whitespace语言只使用空白字符（空格、制表符和回车），并忽略所有其他字符。这与传统语言不区分不同的空白字符、不区分空格和制表符相反。这个特性还允许Whitespace程序隐藏在其他语言程序的源代码中，例如C。

### Chicken
Chicken语言只有“chicken”一个关键字。

### 列表
- esolang wiki上的esolang列表 （页面存档备份，存于）
- 中的“Obfuscated Programming Languages”